# Maria T. Zuber

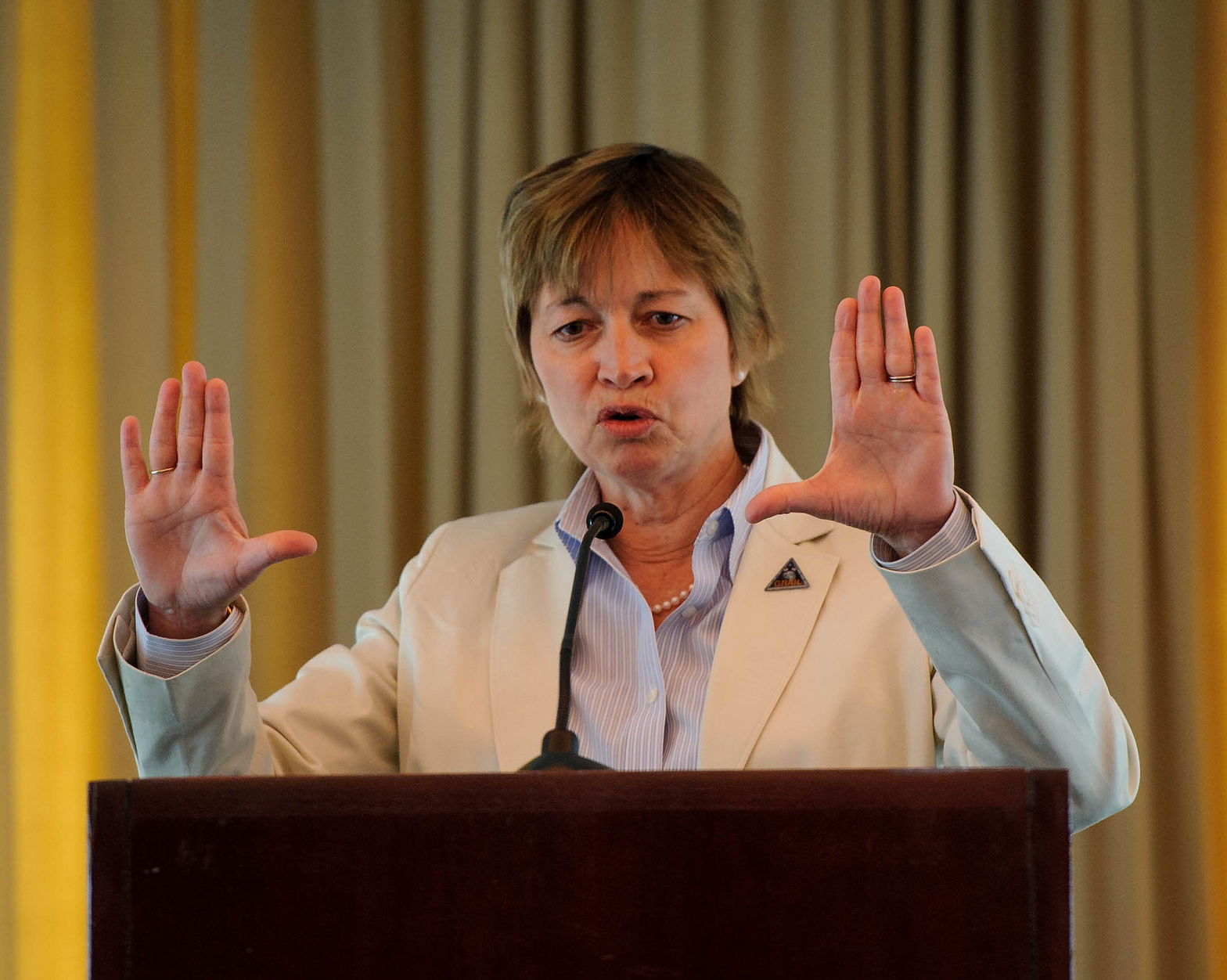
Maria T. Zuber, 2012

Maria T. Zuber (* 27. Juni 1958 in Norristown, Pennsylvania) ist eine US-amerikanische Planetologin und Geophysikerin.

## Leben
Maria T. Zuber studierte bis 1980 Geologie und Astronomie an der University of Pennsylvania, wechselte 1983 an die Brown University und wurde dort 1986 mit der Arbeit Unstable Deformation in Layered Media: Application to Planetary Lithospheres promoviert (Ph.D.). Von 1986 bis 2010 war sie in verschiedenen Funktionen am Goddard Space Flight Center der NASA tätig.
Von 1991 bis 1992 war sie Associate Research Professor, von 1993 bis 1995 Associate Professor und ab 1995 Full Professor für Geophysik an der Johns Hopkins University in Baltimore. Zugleich war sie von 1995 bis 1998 Professor of Geophysics and Planetary Science am Massachusetts Institute of Technology (MIT). Seit 1998 ist sie E. A. Griswold Professor of Geophysics und seit 2013 Vizepräsidentin für Forschung des MIT.
Zuber gehört zu den führenden Wissenschaftlern auf dem Gebiet der planetaren Geophysik, speziell der Untersuchung der Topographie, des Gravitationsfeldes und des Inneren von Himmelskörpern. Sie war bzw. ist an der Planung, Durchführung und Auswertung von Missionen der NASA zum Mond, zum Mars, zum Merkur sowie zu Asteroiden beteiligt. Ab 1990 bereitete sie Experimente im Rahmen der Mars Observer Mission mit dem Mars Orbiter Laser Altimeter (MOLA) vor. Von 1993 bis 1995 war sie an der Clementine Mission zum Mond und ab 1994 sowohl an der Mars Global Surveyor als auch der Near Earth Asteroid Rendezvous Mission beteiligt. Von 1999 bis 2016 leitete sie die geophysikalischen Untersuchungen der MESSENGER Mission zum Merkur und ab 2001 der Mars Reconnaissance Orbiter Mission. Ab 2004 war sie stellvertretende Leiterin der Experimente mit dem Lunar Orbiter Laser Altimeter (LOLA) im Rahmen der Lunar Reconnaissance Orbiter Mission.
Als erste Frau übernahm sie ab 2008 die wissenschaftliche Leitung einer NASA-Mission, die bis 2017 dauerte – der GRAIL Mission. Seit 2016 ist sie in leitender Funktion an der Vorbereitung der Psyche-Mission beteiligt, die das Ziel hat, den metallenen Asteroiden (16) Psyche zu untersuchen.
Neben vielen anderen Auszeichnungen erhielt sie 2007 den Carl Sagan Memorial Award, 2012 die Harry H. Hess Medal der American Geophysical Union und 2019 den Gerard P. Kuiper Prize der American Astronomical Society. 2004 wurde sie zum Mitglied der National Academy of Sciences und der American Academy of Arts and Sciences gewählt. 2005 wurde sie in die American Philosophical Society aufgenommen. 2007 wurde sie Fellow der American Association for the Advancement of Science. Ferner ist sie Fellow der Geological Society of America und der American Geophysical Union. 2008 erhielt sie die Ehrendoktorwürde der Brown University. Sie ist Honorary Fellow der Royal Astronomical Society. Am 7. März 2025 berief sie Papst Franziskus zum Mitglied der Päpstlichen Akademie der Wissenschaften.
Unter US-Präsident Joe Biden wurde sie gemeinsam mit Frances H. Arnold und Francis Collins Co-Vorsitzende des President’s Council of Advisors on Science and Technology.
Der Asteroid (6635) Zuber wurde nach ihr benannt.

## Schriften  (Auswahl)
- Maria T. Zuber: Compression of oceanic lithosphere: An analysis of intraplate deformation in the Central Indian. In: Journal of Geophysical research: Solid Earth. Band 92, B6, 1987, S. 4817–4825, doi:10.1029/JB092iB06p04817.
- Maria T. Zuber, David E. Smith, Frank G. Lemoine, Gregory A. Neumann: The Shape and Internal Structure of the Moon from the Clementine Mission. In: Science. Band 266, 1994, S. 1839–1843.
- David E. Smith, Maria T. Zuber, Gregory A. Neumann, Frank G. Lemoine: Topography of the Moon from the Clementine lidar. In: Journal of Geophysical Research. Band 102, E1, 1997, S. 1591–1611.
- Maria T. Zuber, David E. Smith et al.: Observations of the North Polar Region of Mars from the Mars Orbiter Laser Altimeter. In: Science. Band 282, Nr. 5396, 1998, S. 1053–2060, doi:10.1126/science.282.5396.2053.
- David E. Smith, Maria T. Zuber et al.: The Global Topography of Mars and Implications for Surface Evolution. In: Science. Band 284, Nr. 5419, 1999, S. 1495–1503, doi:10.1126/science.284.5419.1495.
- Maria T. Zuber et al.: The Shape of 433 Eros from the NEAR-Shoemaker Laser Rangefinder. In: Science. Band 289, 2000, S. 2097–2101.
- Maria T. Zuber et al.: Internal Structure and Early Thermal Evolution of Mars from Mars Global Surveyor Topography and Gravity. In: Science. Band 287, Nr. 5459, 2000, S. 1788–1793, doi:10.1126/science.287.5459.1788.
- David E. Smith, Maria T. Zuber et al.: Mars Orbiter Laser Altimeter: Experiment summary after the first year of global mapping of Mars. In: Journal of Geophysical Research. Band 106, E10, 2001, S. 23,689–23,722.
- Maria T. Zuber: The crust and mantle of Mars. In: Nature. Band 412, 2001, S. 220–227.
- Roger J. Phillips, Maria T. Zuber et al.: Ancient Geodynamics and Global-Scale Hydrology on Mars. In: Science. Band 291, 2001, S. 2587–2591.
- David E. Smith, Maria T. Zuber et al.: Initial observations from the Lunar Orbiter Laser Altimeter (LOLA). In: Geophysical Research Letters. Band 37, 2010, S. L.18204, doi:10.1029/2010GL043751.
- David E. Smith, Maria T. Zuber et al.: Gravity Field and Internal Structure of Mercury from MESSENGER. In: Science. Band 336, 2012, S. 214–217, doi:10.1126/science.1218809.
- Maria T. Zuber et al.: Gravity Field of the Moon from the Gravity Recovery and Interior Laboratory (GRAIL) Mission. In: Science. Band 339, 2013, S. 668–671, doi:10.1126/science.1231507.